# Nebritus pellucidus
Nebritus pellucidus är en tvåvingeart som beskrevs av Daniel William Coquillett 1894. Nebritus pellucidus ingår i släktet Nebritus och familjen stilettflugor. Inga underarter finns listade i Catalogue of Life.